# رون بورغس
رون بورغس (بالإنجليزية: Ron Burgess)‏ (9 أبريل 1917 في المملكة المتحدة - 14 فبراير 2005 بسوانزي في المملكة المتحدة) هو مدرب كرة قدم ولاعب كرة قدم بريطاني (وحمل سابقاً جنسية المملكة المتحدة لبريطانيا العظمى وأيرلندا) في مركز نصف الجناح. شارك مع منتخب ويلز لكرة القدم. أما مع النوادي، فقد لعب مع توتنهام هوتسبير وسوانزي سيتي.

## وصلات خارجية
- رون بورغس على موقع قاعدة بيانات كرة القدم.إي يو (الإنجليزية)
- رون بورغس على موقع ناشيونال فوتبول تيمز (الإنجليزية)